# Р-104

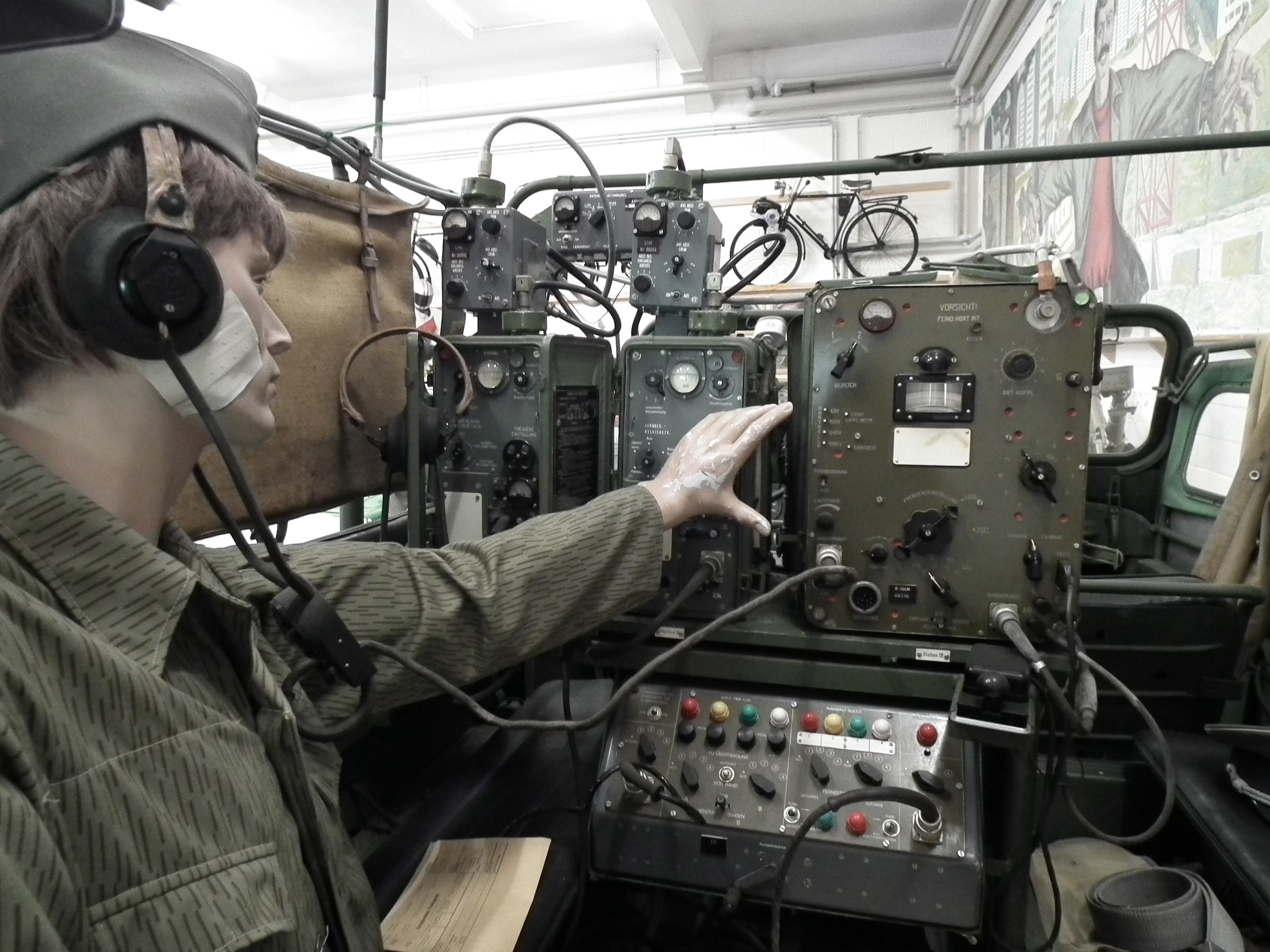
Радиостанция Р-104 (справа) в автомобиле ГАЗ-69. Слева — две Р-105Д.

Р-104 — советская общевойсковая переносная коротковолновая симплексная радиостанция. Состояла на вооружении с 1949 года. Наиболее известны два варианта Р-104 «РДС» и Р-104М «Кедр».

## Конструкция

### Приёмник
Радиостанция собрана по трансиверной схеме. Приёмник радиостанции собран по супергетеродинной схеме на однотипных лампах 2Ж27Л и имеет следующие каскады:
- усилитель высокой частоты
- 1-й гетеродин (он же генератор плавного диапазона передатчика)
- буферный каскад (лампа (67) балансного смесителя передатчика)
- смеситель
- 1-й каскад усиления промежуточной частоты
- 2-й каскад усиления промежуточной частоты
- детектор и второй гетеродин
- усилитель низкой частоты
- передатчик

### Передатчик
Всего передатчик содержит 8 ламп, из которых 4 лампы типа 2Ж27Л – в возбудителе, одна лампа типа 4П1Л – в каскаде предварительного усилителя, одна лампа типа 4П1Л – в каскаде усилителя мощности носимого варианта, одна лампа ГУ-50 – в каскаде усилителя мощности возимого варианта и одна лампа 2Ж27Л – в каскаде модулятора. В усилителе мощности возимого варианта в качестве ограничителя включен кремниевый диод типа Д204. Кроме того, кремниевый диод Д204 подключается в режиме «ТЛФ» носимого варианта (см. подробно пункты «г» и «е» данного раздела и принципиальную схему приёмопередатчика).
Передатчик имеет два варианта мощности: для носимого и возимого вариантов радиостанции. Переход от одного варианта к другому осуществляется переключателем: «носимый» – «возимый». Модуляция в носимом и возимом вариантах осуществляется на защитную сетку ламп усилителей мощности (поз. 36 и 39, см. принципиальную схему).
Телеграфная манипуляция осуществляется путём запирания ламп выходных каскадов подачей большого отрицательного напряжения на управляющие сетки при отжатом ключе. При нажатии ключа отрицательное напряжение снимается

### Подробное описание
В приёмный тракт входят каскад УВЧ, смесители для режимов телефона и телеграфа с кварцевым фильтром, двухкаскадный усилитель передающей частоты с фильтрами и усилитель низких частот (при передаче УНЧ работает усилителем модулирующего сигнала). В качестве гетеродина используется перестраиваемый LC-генератор, работающий в определённом диапазоне частот.
В зависимости от того, в каком диапазоне работает радиостанция, происходит вычитание для получения ПЧ: на первом поддиапазоне из сигнала гетеродина вычитается принимаемый сигнал, на втором — из принимаемого сигнала вычитается сигнал гетеродина. При работе на передачу с сигналом перестраиваемого гетеродина смешивается сигнал кварцевого генератора частотой 690 кГц. Амплитудная модуляция осуществляется в выходном каскаде, где используется лампа ГУ50 (в возимом варианте) или лампа 4П1Л (в носимом варианте).
В комплект радиостанции входит антенное согласующее устройство, используемое для согласования с различными типами антенн. Источник питания радиостанции выполнен в виде отдельного блока, частота отображается благодаря механической шкале с рисками через 10 кГц и цифрами через 100 кГц (градуировка шкалы осуществлена в кГц).
Подзарядка осуществляется от двух аккумуляторов типа 2КН-24. В возимом варианте добавляется аккумуляторная батарея типа 6-СТ-60-ЭМ или 6-СТ-54-ЭМ, от неё же питается пульт командира. Номинальные напряжения — 12 и 4,8 В; работоспособность возможна и при напряжениях питания 10 и 4,0 В. Возимый вариант может работать благодаря наличию комплекта аккумуляторов не менее 20 часов, носимый — не менее 12 ч.

## Варианты Р-104М «Кедр»
Модификация Р-104М «Кедр» стала самой известной: эта приёмопередающая телефонно-телеграфная КВ-радиостанция с амплитудной модуляцией и механическим полудуплексом выпускалась с 1955 года. Производились четыре её подварианта:
- автомобильный (возимый) Р-104АМ3
- автомобильный (возимый) Р-104М
- стационарный (ящичный) Р-104УМ
- носимый Р-104УМУ

Возимые работали с полной мощностью и перевозились автомобилем. Носимые работали с уменьшенной мощностью и переносились двумя радистами.

### Возимый
Возимые комплекты радиостанций перевозились в автомобилях ГАЗ-69 и УАЗ-469 и могли работать на ходу и стоянке. Подзарядка аккумуляторов могла осуществляться от генератора автомобиля.
В комплект радиостанции Р-104АМ3 входили:
- приёмопередатчик Р-104М
- упаковка питания с двумя аккумуляторами 2КН-24
- блок питания и пульт командира
- сумка радиста и зарядно-распределительный щиток
- две аккумуляторные батареи типа 6-СТ-60-ЭМ (или 6-СТ-54-ЭМ)
- запасные аккумуляторные батареи 2КН-24
- две сумки с такелажным имуществом
- согласующая приставка и ящик с запасным имуществом
- комплект соединительных кабелей
- УКВ радиостанция Р-105М с аккумуляторами типа КН-14 или 2КНП-20
- блок УКВ усилителя мощности УМ-3 с блоком питания БП-150 и запасное имущество к ним

Комплект радиостанции Р-104М отличался только отсутствием радиостанции Р-105М и прилагавшегося к ней имущества.

### Стационарный
Р-104УМ транспортировалась в 4 укладочных ящиках. В полный комплект входили приёмопередатчик, упаковка с двумя аккумуляторами 2КН-24, четырьмя резервными батареями 5КН-45К или 5КН-55, шестью резервными батареями 2КН-24, антенные укладки, согласующая приставка, бензоэлектрический агрегат АБ-1-П/30, сумка радиста и ящик с запасным имуществом.

### Носимый
Р-104УМУ транспортировалась в одном ящике. Для её работы использовались приёмопередатчик и упаковка питания с аккумуляторами и антеннами. В полный комплект входили только приёмопередатчик, упаковка с двумя аккумуляторами и четырьмя резервными батареями, сумка с антенным имуществом и коробка с запасным имуществом.

## Основные возможности
Радиостанция способна работать в условиях тряски на ходу автомобиля, при разных скоростях и разных способах переноски радистом, сохраняет работоспособность в переменных климатических условиях при температуре от -40°С до +50°С, а также при относительной влажности воздуха до 98% и температуре +40°С. Обеспечивает вхождение в связь без поиска и ведение связи без подстройки на 275 каналах связи через 10 кГц, коррекцию частоты по собственному кварцевому калибратору, контролю питающих напряжений, ручную ретрансляцию сигналов, дистанционное управление радиостанциями и работу с линии с телефонного аппарата ТАИ-43 или ТАИ-43Р с дистанционной приставкой.
Радиостанция Р-104М может работать на 4-метровую штыревую антенну АШ, наклонный луч и симметричный диполь в возимом варианте и на комбинированную антенну Куликова и 8 штыревых колен (высота 4 м) или наклонный луч в носимом варианте. Обеспечивает одновременную работу радиостанций при специальном выборе волн, управление радиостанции через пульт командира и работу УКВ-радиостанции с усилителем мощности, ручную ретрансляцию и дистанционное управление с двухпроводных линий до 300 м, громкоговорящий приём любой радиостанции через усилитель на кристаллических триодах пульта командира и подзарядку от генератора.

## Технические характеристики
- Диапазон рабочих частот: 1,5 — 4,25 МГц (с двумя поддиапазонами)[3][1]
  - Первый поддиапазон: 1,5 — 2,88 МГц[4]
  - Второй поддиапазон: 2,88 — 4,25 МГц[4]
- Модуляция: AM и CW[3][1]
- Масса[3][1]:
  - Приёмопередатчик: 21,5 кг
  - Рабочий комплект: 39,5 кг
- Питание: +4,8 В[3][1]
- Тип передатчика: плавный гетеродин (LC-генератор)[3][1]
- Тип приёмника: супергетеродин с одним преобразованием[3][1]
- Фильтр ПЧ (телефон/телеграф): ФСС/кварцевый[3][1]
- Промежуточная частота: 690 кГц[3][1]
- Выходная мощность для телеграфа/телефона[3][1]:
  - Возимый вариант: 20/10 Вт
  - Носимый вариант: 3,5/1 Вт